# Orden de Agustinos Recoletos
La Orden de Agustinos Recoletos (OAR) es una orden religiosa perteneciente a la Iglesia católica surgida en el siglo XVI con presencia en 22 países alrededor del mundo. Se encuentra conformada por cerca de 950 frailes, además de los monasterios de monjas de clausura, las comunidades de religiosas de vida apostólica, la Fraternidad Seglar —laicos que viven según la regla de la Orden— y las comunidades de Jóvenes Agustinos Recoletos (JAR).

## Introducción
La nueva orden surge de la Orden de San Agustín, en el siglo XVI, cuando el Capítulo de la Provincia de Castilla, celebrado en Toledo en 1588, determinó a petición de algunos religiosos agustinos que en algunas casas se viviera un modo de vida distinto, más radical y profunda. Nacen así los Agustinos «Recoletos» como una forma de vivir más intensamente la interioridad, y la austeridad.
A los pocos años de iniciarse la recolección, en 1604, parte la primera expedición misionera a Filipinas. Después de más de tres siglos de historia, en 1912, los agustinos recoletos fueron reconocidos por la Iglesia católica como orden religiosa mediante el Breve Pontificio "Religiosas Familias" de san Pío X.

## Primera orden o Rama masculina

### Resumen histórico

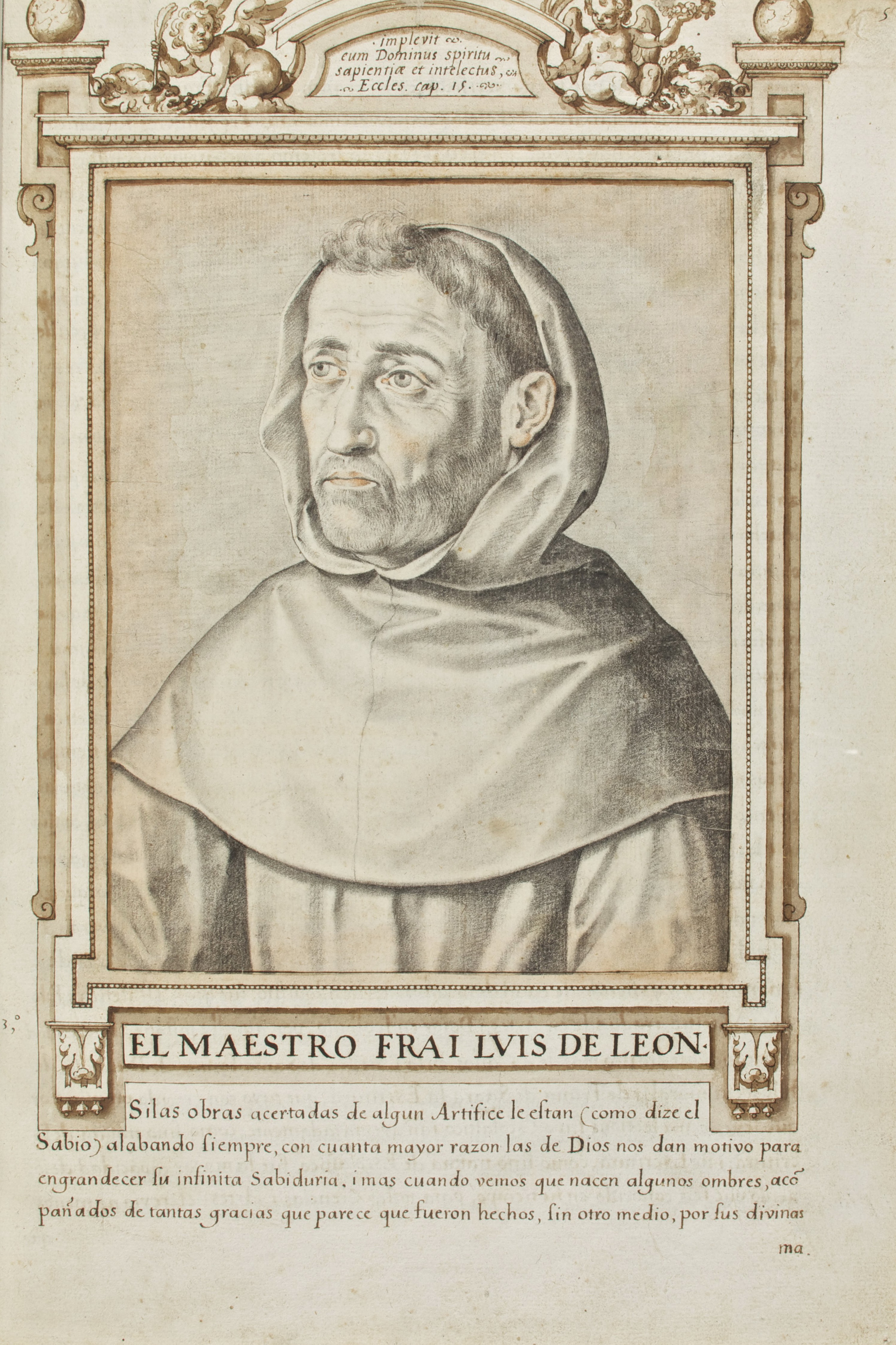
Fray Luis de León, poeta, humanista, místico y religioso español. En 1589 redactó la Forma de Vivir los frailes agustinos descalzos, texto que regirá los nuevos conventos de la Recolección Agustiniana.

Los agustinos recoletos nacieron de la restauración católica de la segunda mitad del siglo XVI, en diciembre de 1588, en el seno de la provincia agustiniana de Castilla, con ánimo de instaurar un sistema de vida más austero y perfecto. La Forma de vivir, redactada por Fray Luis de León, fue aprobada por el definitorio provincial en septiembre de 1589 y, ocho años más tarde, obtuvo la confirmación pontificia. Sus catorce capítulos traducen y concretan el deseo de mayor perfección en una intensificación de la vida contemplativa y comunitaria y en una acentuación de los rasgos ascéticos de la vida religiosa. Comenzaron a practicarse en el convento de Talavera de la Reina en octubre de 1589.

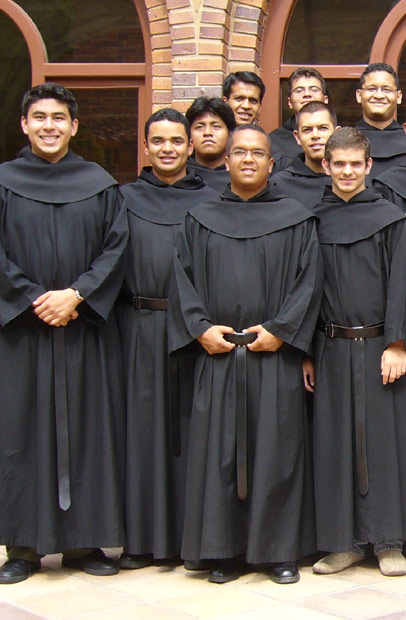
Religiosos con el hábito agustino recoleto.

En 1602, la Santa Sede desligó los cinco conventos reformados de la obediencia del provincial agustino de Castilla y erigió con ellos la «Provincia de san Agustín de frailes recoletos descalzos de España». La provincia continuaba dependiendo del prior general de la orden, a cuya autoridad, sin embargo, se señalaban límites precisos. En adelante, no podría modificar sus estatutos ni visitar sus conventos sin la compañía de dos frailes reformados.
Tres años más tarde, en 1605, el segundo capítulo provincial abrió a la reforma el horizonte misional. Esta determinación perfeccionó el carisma de la nueva orden, acomodándolo más al modelo agustiniano. Al igual que san Agustín había rechazado la tentación de huir al desierto, la Recolección rechazó la de recluirse en el convento, asoció al «ocio santo» el «negocio justo» y acudió en ayuda de la Iglesia que solicitaba su concurso para alumbrar nuevos hijos para Dios.
En 1621 la Santa Sede elevó la provincia al rango de congregación religiosa, encomendando su gobierno a un vicario general elegido por sus miembros. El prior general de la orden de agustinos conservaba intacta la jurisdicción, pero la presencia de una autoridad supraprovincial dentro del cuerpo de la reforma contribuyó a afirmar su propia identidad y a desvincularla de la orden. En el mismo año se celebró el primer capítulo general y en él se dividió la congregación en cuatro provincias: tres tenían todos sus conventos en España; la cuarta, en Filipinas.
Otros hitos importantes en este proceso de búsqueda y afirmación de la propia individualidad son la publicación de las primeras Constituciones propias (1631 y 1637), del ceremonial (1639-1640), libro muy importante en una comunidad de tendencia contemplativa, y de la historia general de la congregación (1664).
A principios del siglo XVII y a imitación de la Recolección castellana, surgió otro movimiento reformista entre los agustinos colombianos. En 1604, el definitorio de la provincia de Nuestra Señora de Gracia asignó a sus promotores el convento de El Desierto de la Candelaria y les dio unas normas de vida substancialmente idénticas a las de fray Luis de León. En 1616, los recoletos colombianos, que ya contaban con los conventos de Panamá y Cartagena, adoptaron la Forma de vivir de la Recolección española, en 1629 se incorporaron a ella y en 1666 pasaron a formar la quinta provincia de la congregación.

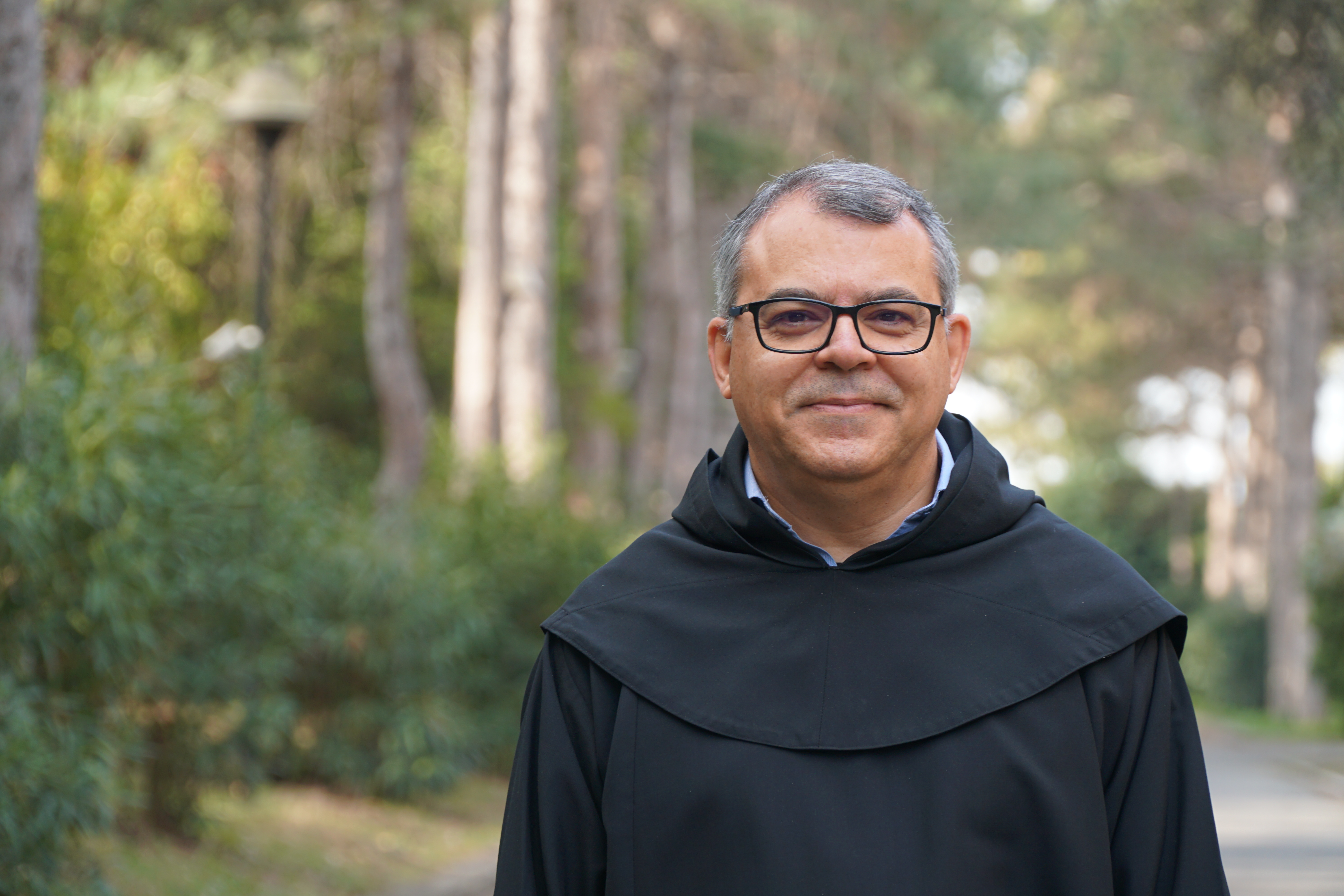
Miguel Ángel Hernández, Prior general de la Orden de Agustinos Recoletos.

En el siglo XIX, la congregación experimentó un cambio profundo. Las desamortizaciones de España (1835–1837) y Colombia (1861) la despojaron de sus conventos, impidieron la vida común y la transformaron en una comunidad apostólica y misionera. Durante este período de persecución de la Orden de Agustinos Recoletos en España y Colombia, la existencia de la Orden se salvó ya que los gobiernos hostiles de izquierda reconsideraron el carácter misionero de la Orden ya que tenía campos de misión en Filipinas, que estaba muy necesitado de religiosos. ministros que a menudo eran los únicos españoles y representantes del imperio entre las vastas zonas fronterizas de la colonia. Durante más de un siglo, las misiones y el apostolado ministerial han sido las ocupaciones casi exclusivas de sus miembros.
A principios del siglo XX, la comunidad consiguió su plena autonomía jurídica. Importante fue el Capítulo General que tuvo lugar en el monasterio de San Millán de la Cogolla, (La Rioja, España) en 1908, en el que se aceptó el cambio de orientación de la Orden. Por rescripto del 18 de julio de 1911, la congregación de religiosos sancionó su total independencia del prior general de los agustinos. Un año más tarde, el 16 de septiembre de 1912, san Pío X la inscribía en el catálogo de las órdenes religiosas, concediendo a su superior el título y las facultades de prior general.
Desde el 22 de marzo de 2022, el cargo de Prior general de la Orden de Agustinos Recoletos recae sobre Miguel Ángel Hernández Domínguez OAR.

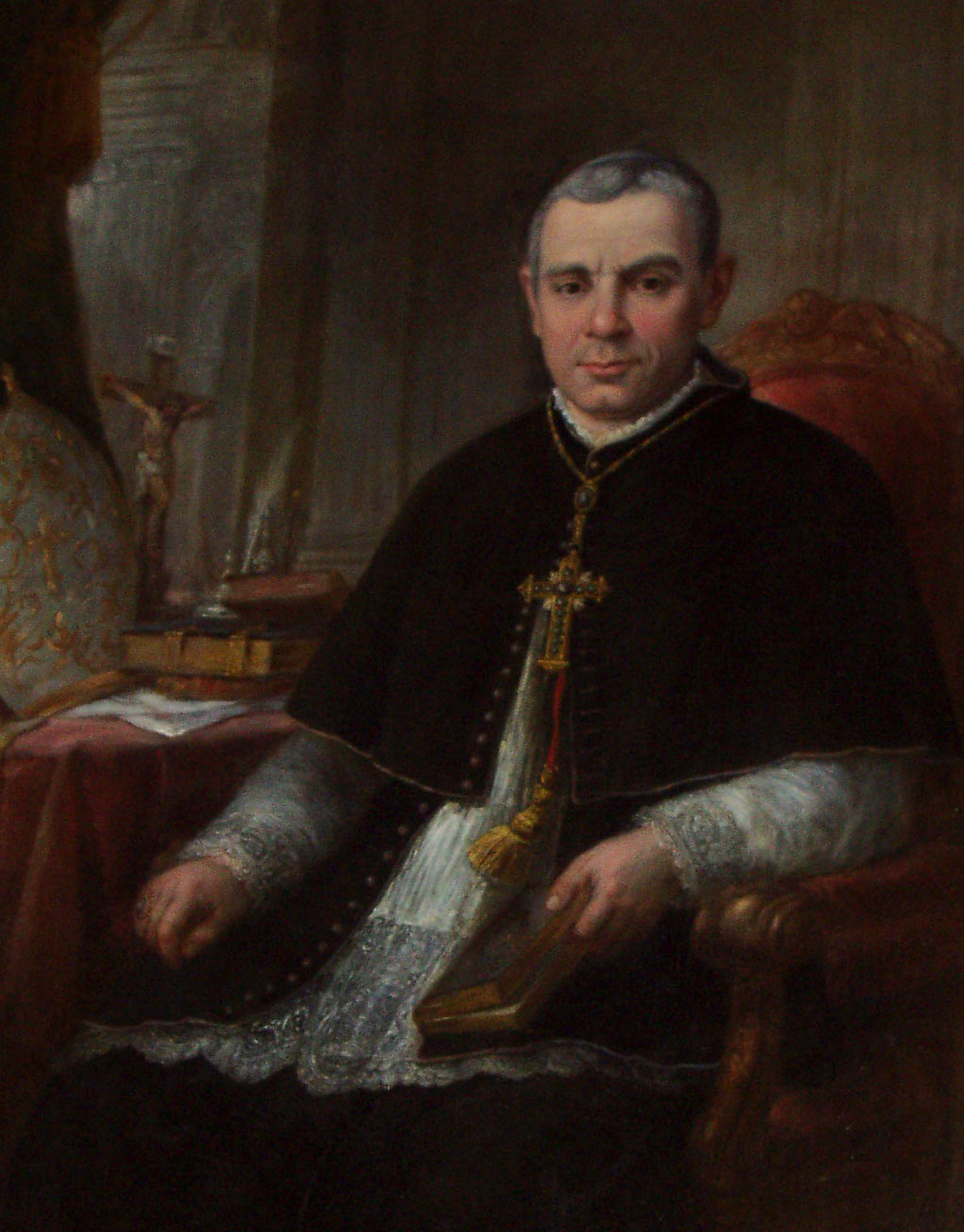
Fray Toribio Minguella

### Frailes famosos
- Fray Lorenzo de San Nicolás, reconocido arquitecto de la corte española del siglo XVII.
- Fray Toribio Minguella, misionero en Filipinas, Restaurador de los monasterios de San Millán y de Valvanera, obispo de Puerto Rico, y de Sigüenza. Académico de la Real Academia de la Historia, Senador por la provincia de Toledo y Visitador General.
- Fray Diego Cera, misionero en las Islas Filipinas. Famoso por la construcción del órgano de bambú en Las Piñas, Filipinas.
- Fray Mariano Bernad, misionero en Brasil. Superior general de la Orden, misionero en las Filipinas y escritor.
- Fray Nicolas She, primer obispo recoleto en China, propiamente en Shanghái.
- Fray Gabino Sánchez.
- Fray Joaquín Peña, misionero en China. Miembro de la Real Academia de la Historia. Bibliotecario y archivero del Monasterio de San Millán de la Cogolla.
- Fray Ángel Martínez Cuesta, historiador de la Orden.
- Fray José Luis Lacunza Maestrojuán, primer fraile de la orden creado cardenal presbítero de San José de Cupertino.

## Segunda orden o Rama femenina
El carisma agustino recoleto es compartido por los monasterios de monjas agustinas recoletas, o segunda Orden, nacidas en el mismo tiempo y con las mismas aspiraciones espirituales que los primeros recoletos. Las hermanas con su vida contemplativa ponen de relieve esta dimensión fundamental del carisma agustino recoleto.

### Comendadoras de Santiago
Comendadoras de Santiago

## Religiosas de Vida Apostólica
Las congregaciones Augustinian Recollect Sisters, Agustinas Recoletas del Corazón de Jesús, Misioneras Agustinas Recoletas y Agustinas Recoletas de los Enfermos, conservando su propia identidad y misión, forman parte de la familia agustino-recoleta.

## Juventudes Agustino Recoletas (JAR)
Los religiosos Agustinos Recoletos pretenden en los 20 países donde están presentes formar un laicado juvenil cristiano, que viva con alegría una espiritualidad fundamentada en el amor y la amistad, y se sienta unido a la familia agustino recoleta.
Las Juventudes Agustino Recoletas surgen como expresión, en el mundo de los jóvenes, del estilo y vida que San Agustín llevó y quiso que sus amigos y seguidores llevaran. Los jóvenes de estos grupos quieren seguir a Jesús a través del carisma de San Agustín, quien da unas claves, unas consignas, que concretan y ayudan en el día a día para vivir mejor el Evangelio.
En cada uno de los grupos JAR, los jóvenes se sienten vinculados íntimamente y espiritualmente a los demás, lo que les hace ser comunidad, y viven juntos cuatro dimensiones esenciales de la vida cristiana: la formativa, celebrativa, apostólica y de comunión. Estos jóvenes son llamados a ser “tocados” por Cristo y por San Agustín, quien convierte sus corazones en “corazones inquietos”.

## Santos y beatos de la orden

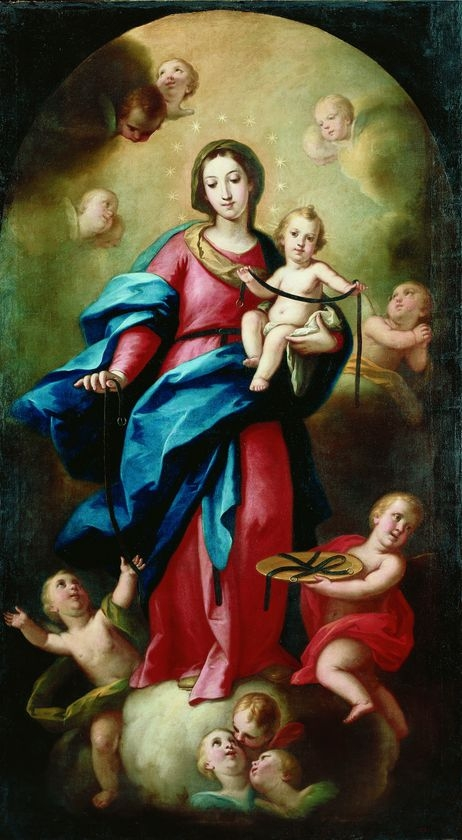
Nuestra Señora de la Consolación y de la Correa, Patrona de la Familia Agustino Recoleta. Cuadro pintado por José Vergara Gimeno (1726-1799).

## Iglesias, monasterios y conventos famosos
En este apartado hay que decir que durante la Desamortización española, llevada a cabo en el año de 1835, la Orden de Agustinos Recoletos (al igual que todas las órdenes religiosas en España), fueron despojadas de sus conventos, iglesias o monasterios. Por ejemplo, de los 35 conventos agustinos recoletos en España, los desamortizadores despojaron a los religiosos de 34, dejándoles únicamente el convento de Nuestra Señora del Camino, Monteagudo, Navarra, por ser lugar de formación de misioneros para Filipinas. 
Estos edificios desamortizados, al pasar a otras manos, fueron utilizados para diversos fines (escuelas, cuarteles, graneros) y con el paso del tiempo, muchos de los antiguos conventos Recoletos desaparecieron.
Pero a pesar de esto, los religiosos se dedicaron a una intensa labor misional en otras partes del mundo, especialmente en Filipinas y el continente Americano. Y pese a que en otros países también pasaron la dificultad de desamortizaciones o revoluciones anticlericales, los agustinos recoletos afianzaron su presencia en varios países fundando o adquiriendo iglesias y conventos, entre los que podemos destacar los siguientes: 

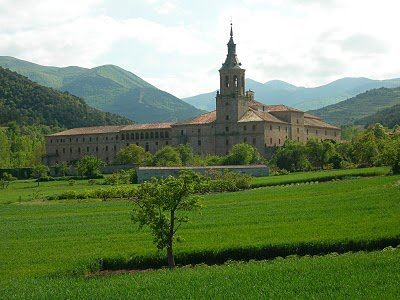
Monasterio de San Millán de Yuso. Patrimonio de la Humanidad.
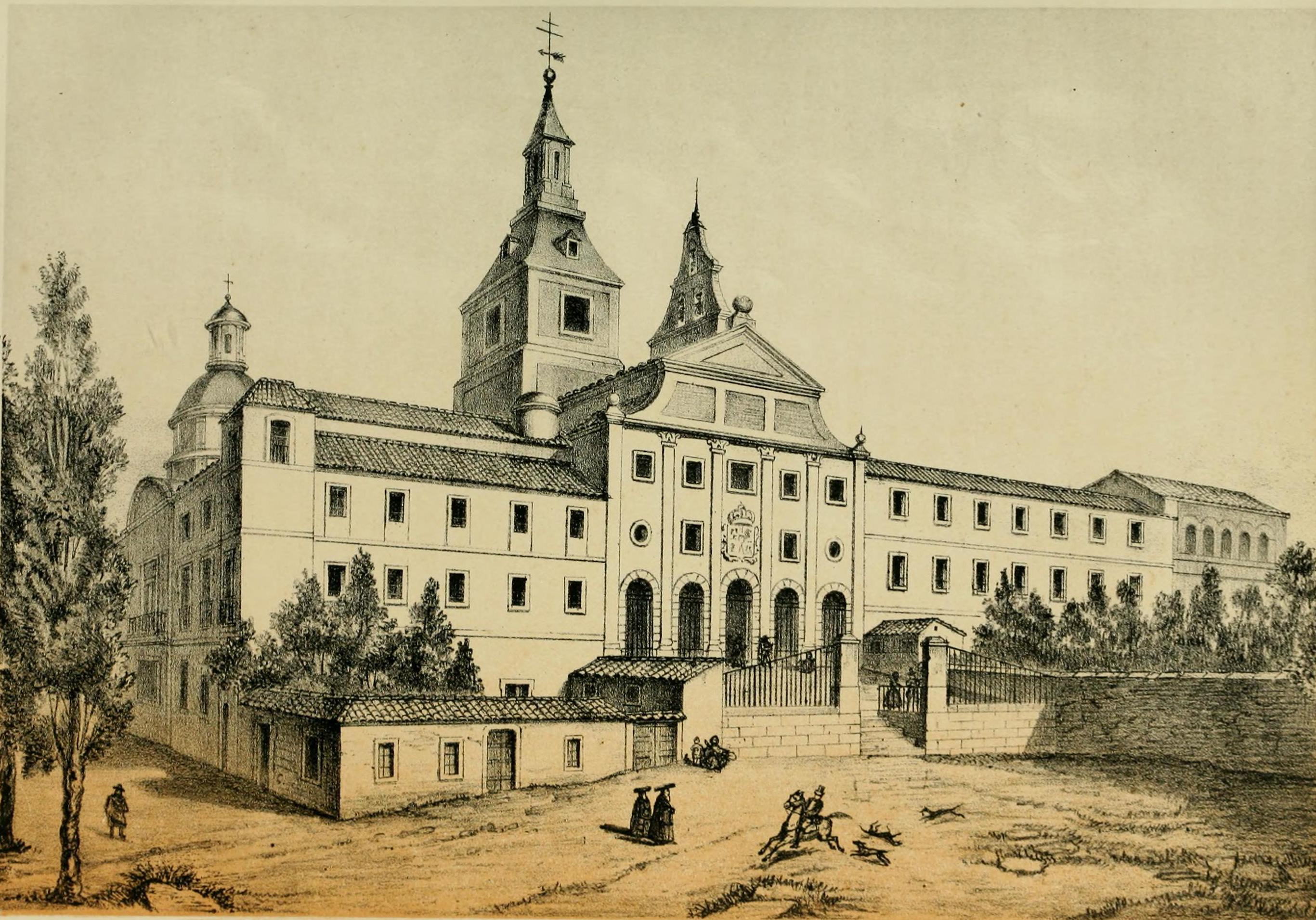
Antiguo Convento de Copacabana, Madrid. Actual sede de la Biblioteca Nacional de España.
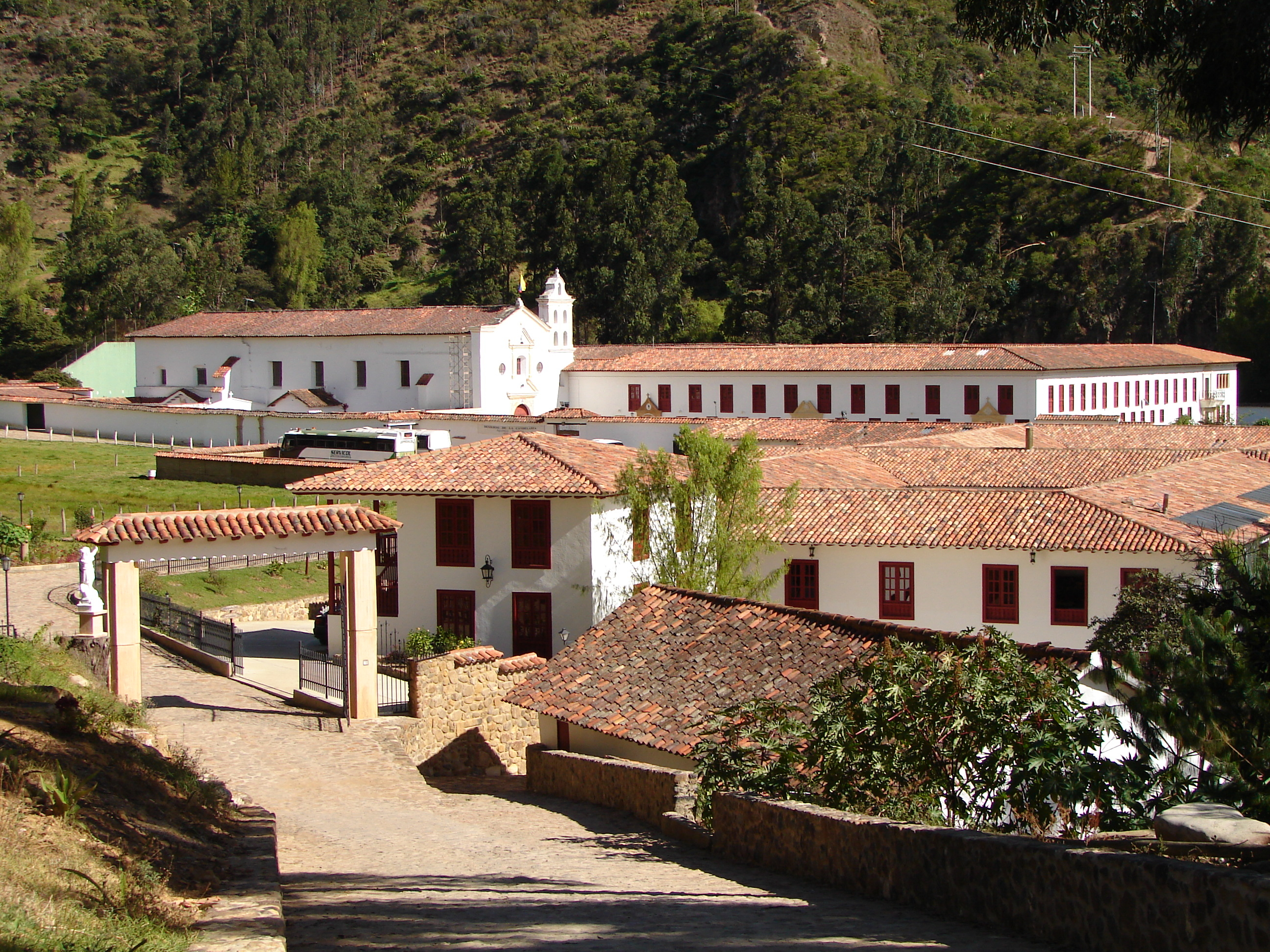
Monasterio del Desierto de la Candelaria, Colombia.
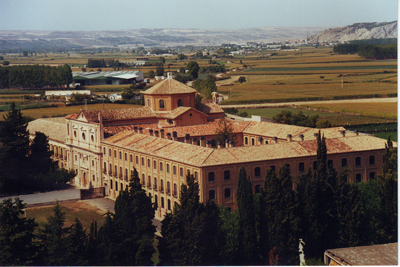
Convento de Marcilla, Navarra.
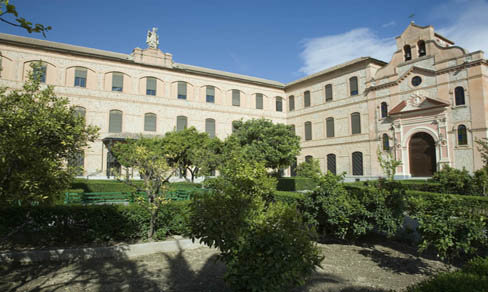
Convento de Monachil, Granada.

## La Orden de Agustinos Recoletos en la actualidad
La Orden de Agustinos Recoletos está presente en 22 países alrededor del mundo y para una mejor administración se encuentra dividida en ocho «provincias». (Hasta 2018)
Estas son:
| Titular                         | Sede      | Países                                                                           | Año de Fundación |
| ------------------------------- | --------- | -------------------------------------------------------------------------------- | ---------------- |
| Santo Tomás de Villanueva       | Brasil    | Argentina, Brasil, España, Perú y Venezuela                                      | 1909             |
| San Nicolás de Tolentino        | España    | Brasil, China, Costa Rica, España, Estados Unidos, Italia, México y Reino Unido) | 1621             |
| Nuestra Señora de la Candelaria | Colombia  | España, Colombia, Guatemala, Panamá y República Dominicana                       | 1604             |
| San Ezequiel Moreno             | Filipinas | Filipinas, Indonesia, Saipán, Sierra Leona, Taiwán y Vietnam                     | 1997             |

Los Agustinos Recoletos también están presentes en Cuba, con una comunidad misionera en Antilla fundada en 2018. Sin embargo, esta comunidad no pertenece a ninguna provincia, sino que depende directamente de la Curia General.
Tras un largo proceso de discernimiento y análisis de la realidad, el LV Capítulo General de la Orden, reunido en Roma en 2016, decidió reestructurar la Orden. De ocho provincias existentes, pasarían a ser cuatro. El proceso se haría por "incorporación". De esta forma, la Provincia de San Agustín se incorporaría a la de San Nicolás de Tolentino; la Provincia de Nuestra Señora de la Consolación a la de Nuestra Señora de la Candelaria; y las provincias de San José y Santa Rita se incorporarían a la de Santo Tomás de Villanueva. La Provincia de San Ezequiel Moreno no se incorpora a otra, con la misión de extender su presencia a otros países del continente asiático.

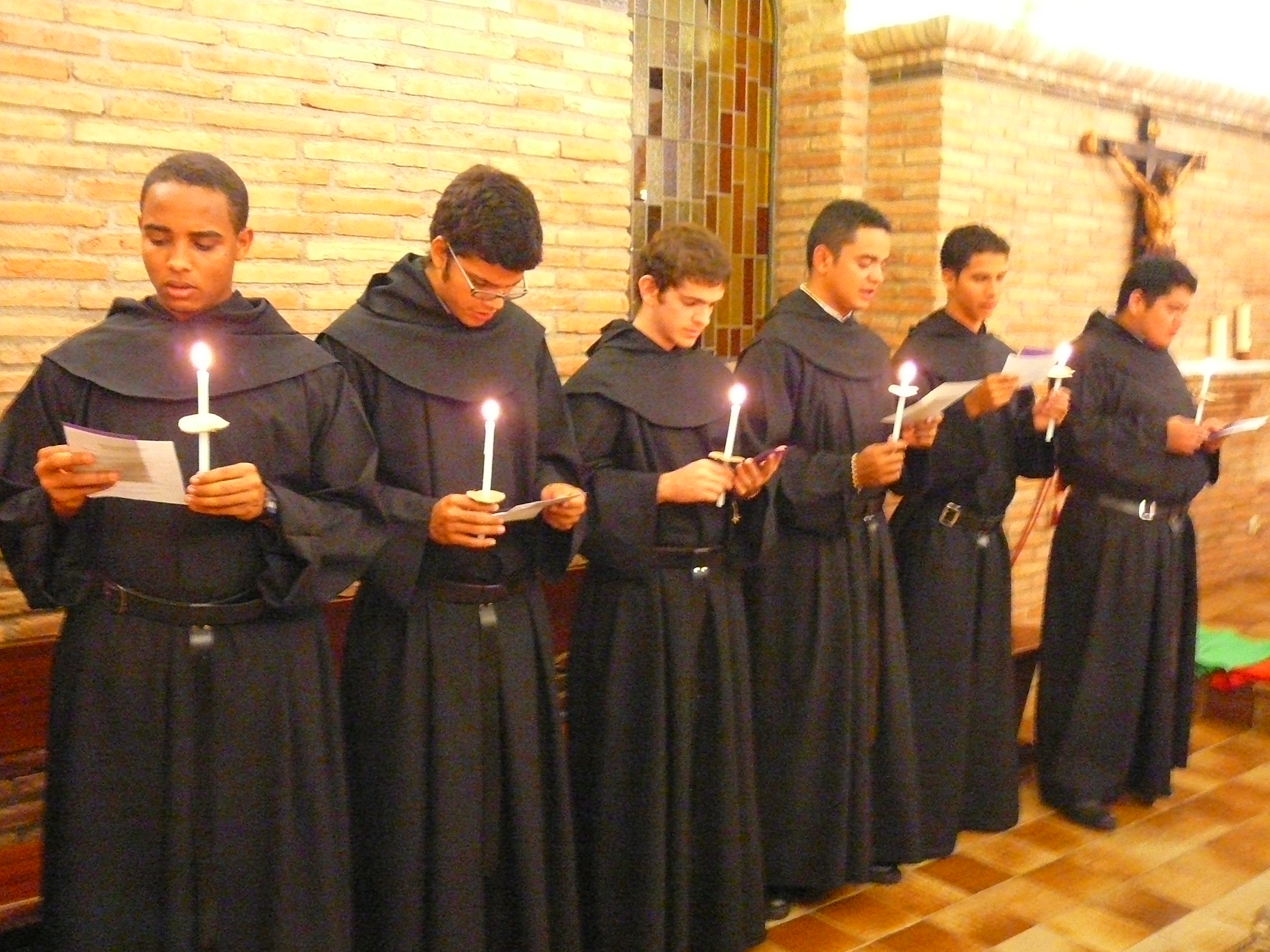
Frailes agustinos recoletos

Para los Agustinos Recoletos es muy importante la vida fraterna. La comunidad organiza su vida preparando el “Ordo domesticus” o proyecto comunitario, en el que se señalan los tiempos de oración en común y convivencia fraterna, las actividades comunitarias y los diversos servicios apostólicos. La comunidad es apostólica y su primer apostolado es la comunidad misma. El Agustino Recoleto, viviendo el propio carisma y en comunión con la iglesia local, evangeliza y ejerce su ministerio apostólico. La contemplación es un elemento primordial del patrimonio de San Agustín y de la Orden. El Agustino Recoleto busca al Dios revelado en la historia de la salvación. La contemplación tiene fuerza de unión y es comunitaria. La vida de la comunidad es contemplativa y activa, de modo que los dos aspectos se integran armónicamente y se complementan, pues la contemplación y la acción son en la Iglesia manifestaciones del mismo amor.
Los Agustinos Recoletos ejercen su apostolado en 209 comunidades, entre las que hay parroquias, 53 centros educativos, centros de ayuda social y 8 territorios de misión.

## Organización
La máxima autoridad de la Orden de Agustinos Recoletos recae en el Capítulo General celebrado cada seis años. En él se elige al prior general y al Consejo General, y se marcan las pautas a seguir durante el sexenio.
El prior general preside y gobierna la Orden, por sí mismo o con su consejo, y ejerce su autoridad, según las Constituciones, sobre todas las provincias, casas y hermanos. El prior general es asistido por sus consejeros y por los secretariados generales. Los secretariados generales son órganos administrativos al servicio de la Orden, su función principal es de información, de iniciativa y organización de las actividades de su campo específico.
Los institutos son órganos de la Orden creados con fines específicos, actualmente existen el Instituto de Agustinología y el Instituto de Espiritualidad e Historia de la Orden.
El procurador general es el responsable de tramitar los asuntos de la Orden ante la Santa Sede. Otros cargos de gobierno de la Orden son: el secretario general, el ecónomo general, el postulador de las causas de canonización, el cronista de la Orden y el archivero.
Así también, la Orden se encuentra organizada por "provincias". Las provincias son partes jurídicas de la Orden, y están formadas por un conjunto de casas y dotadas de un número suficiente de hermanos y de medios para poder desarrollar su misión al servicio de la Iglesia. Actualmente, existen 4 provincias en la Orden. Son presididas por su respectivo Prior Provincial y su Consejo, elegidos por el Capítulo Provincial, realizado cada tres o cuatro años, según cada provincia. Y así mismo, las provincias pueden estar organizadas en Vicarías o Delegaciones, según la necesidad.

## Obispos
A lo largo de la historia de la Orden, han sido muchos los agustinos recoletos llamados al ministerio episcopal. A continuación, la lista de los que actualmente tienen esa responsabilidad en diferentes partes del mundo:
- Cardenal José Luis Lacunza Maestrojuán, OAR. Obispo de David, Panamá.
- Eusebio Hernández Sola, OAR, obispo emérito de Tarazona, España.
- José Luis Azcona Hermoso, OAR, obispo emérito de la  Prelatura de Marajo, Pará, Brasil
- Carlos Briseño Arch OAR., Nm obispo de Veracruz, México.
- Ángel Sancasimiro Fernández, OAR, obispo emérito de Alajuela, Costa Rica. Ier obispo diocesano de Ciudad Quesada, Costa Rica.
- José Alejandro Castaño, OAR., obispo de Cartago, Valle, Colombia.
- Emiliano Cisneros Martínez, OAR., obispo emérito de Chachapoyas, Perú.
- Jesús María Cizaurre, OAR, obispo emérito de Bragança do Pará, Brasil.
- José Agustín Ganuza, OAR, obispo emérito de Bocas del Toro, Panamá. (Emérito)
- Francisco Javier Hernández, OAR, obispo emérito de Tianguá, Brasil.
- José Carmelo Martínez, OAR, obispo emérito de Cajamarca, Perú.
- Mario Alberto Molina, OAR, arzobispo metropolitano de Los Altos, Quetzaltenango-Totonicapán, Guatemala.
- Jesús Moraza Ruiz de Azúa, OAR, obispo emérito de la Prelatura de Lábrea, Amazonas, Brasil.
- Fortunato Pablo Urcey, OAR, obispo emérito de Chota, Perú.
- Joaquín Pertíñez Fernández, OAR, obispo de Rio Branco, Acre, Brasil.
- Héctor Pizarro Acevedo, OAR, titular de Ceramo. Vicario apostólico de Trinidad, Casanare, Colombia.
- Aníbal Saldaña Santamaría, OAR., obispo prelado de Bocas del Toro, Panamá.
- Santiago Sánchez Sebastián, OAR, obispo Prelado de Lábrea, Amazonas, Brasil.
- Carlos María Domínguez, OAR, administrador apostólico de San Rafael, Argentina.
- Darío Rubén Quintana Muñíz, OAR, obispo de la Prelatura de Cafayate, Argentina.
- Jesús María López Mauleón, OAR, obispo de la Prelatura de Alto Xingu-Tucumã, Brasil.
- Víctor Villegas Suclupé, OAR, obispo prelado de Chota, Perú.
- Francisco Javier Acero Pérez, OAR, obispo auxiliar de México.

## Anécdota de Los Recoletos en la industria
La cerveza San Miguel fue creada en 1885 por una pequeña comunidad de frailes agustinos recoletos en la isla de Cebú, Filipinas, como remedio a la debilidad que sufrían por el calor. El éxito hizo que la comunidad se viera desbordada ante la demanda y traspasaran su fabricación. Hoy en día existen dos empresas productoras, una en España y otra en Filipinas.